# Agnus Dei (liturgia)

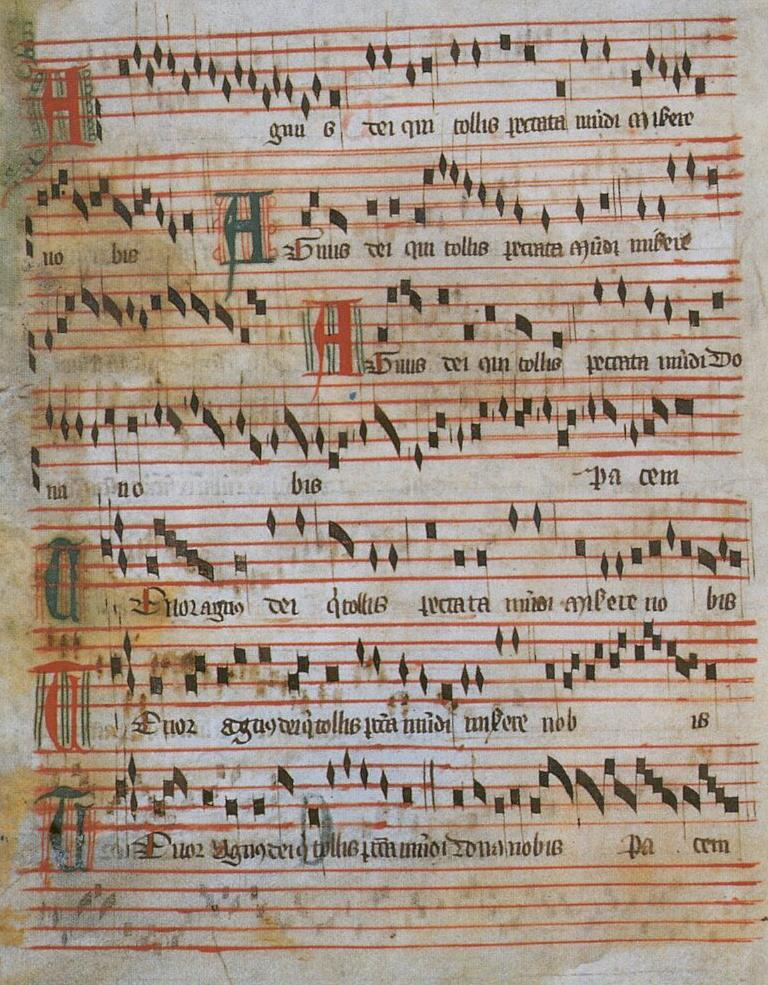
«Agnus Dei» de la Misa de Barcelona, manuscrito del.

El texto de la oración Agnus Dei, que se utiliza en el rito romano, y, por ende, recogida en el Misal Romano, junto con su traducción en la versión española del mismo libro, es: 

Agnus Dei, qui tollis peccata mundi, miserere nobis

Agnus Dei, qui tollis peccata mundi, miserere nobis

Agnus Dei, qui tollis peccata mundi, dona nobis pacem
Cordero de Dios, que quitas el pecado del mundo, ten piedad de nosotros

Cordero de Dios, que quitas el pecado del mundo, ten piedad de nosotros

Cordero de Dios, que quitas el pecado del mundo, danos la paz

En las misas de difuntos en la Misa tridentina, el tercer verso se modifica de la siguiente manera:

Agnus Dei, qui tollis peccata mundi, dona ei(s) pacem
Cordero de Dios, que quitas el pecado del mundo, dale(s) la paz

En este caso, el número del pronombre (eis o ei) varía dependiendo de que la misa de difuntos se celebre por una o varias personas.  
La variación compuesta para las letanías de la Virgen, rezadas al final del Santo Rosario, y su traducción habitual son las siguientes:

Agnus Dei, qui tollis peccata mundi, parce nobis, Domine
Agnus Dei qui tollis peccata mundi, exaudi nos, Domine
Agnus Dei, qui tollis peccata mundi, miserere nobis
Cordero de Dios, que quitas el pecado del mundo, perdónanos, Señor
Cordero de Dios, que quitas el pecado del mundo, escúchanos, Señor
Cordero de Dios, que quitas el pecado del mundo, ten misericordia de nosotros